# 울리세스 FC
울리세스 FC(아르메니아어: Ուլիս Ֆուտբոլային Ակումբ)는 아르메니아의 수도 예레반을 연고로 하는 축구 클럽이었다. 이 팀은 2000년에 창단되었으며, 마지막으로 아르메니아 프리미어리그에 참가하였다.
2016년에 해체되었다.